# Pīlkūh
Pīlkūh (persiska: پيلِه كوه, پيلكوه, Pīleh Kūh) är en ort i Iran.   Den ligger i provinsen Mazandaran, i den norra delen av landet, 190 km nordost om huvudstaden Teheran. Pīlkūh ligger 289 meter över havet och antalet invånare är 397.
Terrängen runt Pīlkūh är huvudsakligen kuperad, men åt nordväst är den platt. Runt Pīlkūh är det ganska tätbefolkat, med 72 invånare per kvadratkilometer. Närmaste större samhälle är Nekā, 9,5 km norr om Pīlkūh. I omgivningarna runt Pīlkūh växer i huvudsak blandskog.